# Ed Roberts

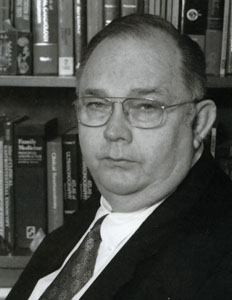
Ed Roberts (± 2002)

Ed Roberts (ur. 13 września 1941, zm. 1 kwietnia 2010) – założyciel i prezes Micro Instrumentation and Telemetry Systems (MITS), który wyprodukował maszynę Altair 8800, pierwszy komputer osobisty dla hobbystów.
Jeszcze jako nastolatek Roberts skonstruował obwody dla komputerów analogowych i cyfrowych. Tytuł bakałarza w dziedzinie inżynierii elektrycznej zdobył w Oklahoma State University, po czym został przydzielony do sił lotniczych USA z bazą w San Antonio, w Teksasie, gdzie w wolnych chwilach założył dwie firmy elektroniczne – Reliance Engineering i Reliable Radio and TV.
W 1968 został przydzielony do laboratorium badawczego w bazie sił lotniczych w Nowym Meksyku, gdzie poznał Forresta Mimsa III. Razem z przyjaciółmi z koledżu, Stane Caglem i oficerem Bobem Zallerem utworzyli firmę MITS, aby produkować i sprzedawać rakietowe systemy telemetryczne dla hobbystów. Jesienią 1970 firma podzieliła się i Roberts rozpoczął produkcję kalkulatorów, gdy Cagle i Mims poświęcili się systemom alarmowym. Nieco później Roberts wykupił firmę Cagle'a i Mimsa.
W listopadzie 1971 Roberts napisał w magazynie Popular Electronics artykuł o kalkulatorze MITS 816 i biznes zaczął przynosić dochody. Do 1974 konkurencyjne firmy uczyniły produkt MITS przestarzałym, wskutek czego Roberts postanowił skonstruować maszynę Altair 8800, którą opisał wspólnie z Billem Yatesem w numerze 1'1975 Popular Electronics. Artykuł wzbudził zainteresowanie młodego studenta Harvard University, Billa Gatesa, który razem z Paulem Allenem skontaktował się z Robertsem i zaproponował mu napisanie interpretera języka BASIC. Po zawarciu umowy Gates opuścił Harvard, zakładając z Allenem firmę Micro Soft, późniejszy Microsoft. Artykuł przyczynił się również do powstania znanego Homebrew Computer Club, założonego przez grupę entuzjastów Altair 8800 – z klubu wywodziło się później ponad 30 firm komputerowych, w tym Apple Computer.
W 1977 MITS został wykupiony przez Pertec Computer Corporation, zaś Roberts wstąpił do szkoły medycznej w Mercer University, po skończeniu której został wiejskim lekarzem.